# Graphisoft
Graphisoft 公司原由匈牙利一羣建築師與數學家共同開發而來，慢慢擴展至今的規模，現已有二十多萬的使用者，可以說是BIM（建築資訊模型）的始祖之一。

## 旗艦產品
虛擬建築TM solutions
- ArchiCAD
- MaxonForm

虛擬營造TM solutions
- Graphisoft Constructor
- Graphisoft Estimator
- Graphisoft Control
- Graphisoft Change Manager

## 官方網站
- Graphisoft R&D Zrt. 布達佩斯，匈牙利（總部）
- 德國Graphisoft公司 （页面存档备份，存于），慕尼黑，德國
- 美國Graphisoft公司 （页面存档备份，存于），波士頓，美國
- 日本Graphisoft公司 （页面存档备份，存于），東京，日本
- Graphisoft UK Ltd., Woking，英國
- Archicad España, S.A. （页面存档备份，存于），馬德里，西班牙
- Graphisoft Finland Oy, 赫爾辛基，芬蘭
- 澳洲Graphisoft公司 （页面存档备份，存于），澳洲

## 地方經銷商
- 台灣官方網站：龍庭資訊首頁 （页面存档备份，存于）
- 加拿大官方網站：GSCNE首頁